# Doddadanavandi, Shimoga
Doddadanavandi là một làng thuộc tehsil Shimoga, huyện Shimoga, bang Karnataka, Ấn Độ.